# Federação Portuguesa de Voleibol
Federação Portuguesa de Voleibol (FPV) é o órgão dirigente do Voleibol e do Voleibol de Praia em Portugal encarregado de organizar os campeonatos nacionais e outras provas nacionais, assim como das Seleção Nacionais (Feminina e Masculina), encontra-se sediado na cidade do Porto.
É considerada pelas entidades máximas da modalidade a nível internacional como uma das mais prestigiadas federações de Voleibol e uma das mais prestigiantes instituições do desporto português.

## História

### Origem e Fundação da Federação Portuguesa de Voleibol
O voleibol chegou a Portugal pelas mãos das tropas norte-americanas aquando da sua permanência nos Açores durante a Primeira Guerra Mundial. António Cavaco um engenheiro de São Miguel teve um papel importante na divulgação do voleibol ao trazê-lo consigo para Lisboa enquanto estudante de engenharia, inclusive para a Associação dos Estudantes do Instituto Superior Técnico, equipa que acabaria por dominar a modalidade até aos anos sessenta.
A secção portuguesa da Associação Cristã da Mocidade foi também importante nos primórdios do voleibol no país tendo sido a responsável pela publicação do primeiro livro de regras e contribuído para a fundação da Associação de Voleibol de Lisboa a 28 de dezembro de 1938 com José Morgado Rosa como presidente, mais tarde seria a 31 de março de 1942 fundada a Associação de Voleibol do Porto.
Nascia no dia 7 de abril de 1947 em Lisboa a Federação Portuguesa de Voleibol presidida por Guilherme Sousa Martins esta seria uma das fundadoras da Federação Internacional de Voleibol.

## Competições

### Voleibol
- Campeonato Nacional (Femino)
- Campeonato Nacional (Masculino)
- Supertaça (Feminina)
- Supertaça (Masculina)
- Taça de Portugal (Feminina)
- Taça de Portugal (Masculina)
- Campeonato Nacional Veteranos (Feminino)
- Campeonato Nacional Veteranos (Masculino)

### Voleibol de Praia
- Campeonato Nacional (Feminino)
- Campeonato Nacional (Masculino)[6]

## Plantel da Seleção Nacional Feminina
Última atualização: 4 de agosto de 2023
| N.º | Nome                | Date of birth           | Altura | Peso  | Posição      | Clube           |
| --- | ------------------- | ----------------------- | ------ | ----- | ------------ | --------------- |
| 7   | Eliana Durão        | 1 de janeiro de 1997    | 1.72 m | 68 kg | Distribuidor | Benfica         |
| 12  | Ana Carmo Figueiras | 7 de agosto de 1997     | 1.70 m | 61 kg | Distribuidor | Sporting        |
| 4   | Matilde Rodrigues   | 11 de fevereiro de 2000 | 1.72 m |       | Líbero       | Benfica         |
| 11  | Joana Resende       | 23 de fevereiro de 1991 | 1.77 m | 70 kg | Líbero       | AJM FC Porto    |
| 1   | Amanda Cavalcanti   | 20 de janeiro de 2002   | 1.83 m | 62 kg | Central      | Sporting        |
| 6   | Sara Fernandes      | 17 de julho de 1998     |        |       | Central      | Dumiense/CJP II |
| 10  | Kátia Silva         | 20 de julho de 1986     | 1.83 m | 73 kg | Central      | Clube K         |
| 3   | Marisa Pardal       | 23 de abril de 2003     | 1.73 m | 59 kg | Oposto       | Benfica         |
| 15  | Júlia Kavalenka     | 2 de março de 1999      | 1.93 m | 84 kg | Oposto       | Volley Vicenza  |
| 2   | Inês Pereira        | 1 de junho de 1998      | 1.74 m | 63 kg | Zona 4       | Porto Vólei     |
| 8   | Ana Afonso Vale     | 14 de janeiro de 2001   | 1.84 m | 68 kg | Zona 4       | GC Vilacondense |
| 13  | Margarida Maia      | 16 de maio de 1997      | 1.75 m |       | Zona 4       | Câstelo da Maia |
| 14  | Maria Reis Lopes    | 3 de abril de 2002      | 1.87 m | 73 kg | Zona 4       | Leixões         |
| 17  | Marlene Pereira     | 26 de janeiro de 2002   | 1.81 m | 70 kg | Zona 4       | GC Vilacondense |

Treinador: Hugo Silva

## Plantel da Seleção Nacional Masculina
Última atualização: 18 de agosto de 2023
| N.º | Nome               | Date of birth          | Altura | Peso  | Posição      | Clube           |
| --- | ------------------ | ---------------------- | ------ | ----- | ------------ | --------------- |
| TBA | Miguel Tavares     | 2 de março de 1993     | 1.92 m | 77 kg | Distribuidor | Zawiercie       |
| TBA | Tiago Violas       | 27 de março de 1989    | 1.93 m | 88 kg | Distribuidor | Benfica         |
| TBA | José Neves         | 15 de agosto de 1996   | 1.87 m |       | Distribuidor | Fonte Bastardo  |
| TBA | Gonçalo Sousa      | 28 de janeiro de 2002  | 1.79 m |       | Líbero       | Esmoriz         |
| TBA | Ivo Casas          | 21 de setembro de 1992 | 1.80 m | 81 kg | Líbero       | Benfica         |
| TBA | José Belo          | 5 de dezembro de 1999  | 1.93 m | 85 kg | Central      | Leixões         |
| TBA | José Pedro         | 21 de agosto de 1999   | 1.94 m | 88 kg | Central      | Esmoriz         |
| TBA | Miguel Sinfrónio   | 18 de março de 1999    | 1.94 m | 88 kg | Central      | Leixões         |
| TBA | Bruno Cunha        | 18 de agosto de 1997   | 1.95 m |       | Oposto       | Ortona          |
| TBA | José Pinto         | 21 de junho de 1997    | 1.92 m |       | Oposto       | Esmoriz         |
| TBA | André Pereira      | 10 de setembro de 2003 | 1.91 m | 90 kg | Zona 4       | Leixões         |
| TBA | Rodrigo Pereira    | 7 de agosto de 2002    | 1.90 m | 86 kg | Zona 4       | VC Viana        |
| TBA | André Marques      | 10 de abril de 2000    | 1.89 m | 71 kg | Zona 4       | Castêlo da Maia |
| TBA | Lourenço Martins   | 30 de abril de 1997    | 1.95 m | 78 kg | Zona 4       | Saint-Nazaire   |
| TBA | Alexandre Ferreira | 13 de novembro de 1991 | 2.02 m | 87 kg | Zona 4       | Fenerbahçe      |
| TBA | Miguel Cunha       | 18 de agosto de 1997   | 1.96 m | 99 kg | Zona 4       | Vitória SC      |